# Доли (Слупецький повіт)
Доли (пол. Doły) — село в Польщі, у гміні Островіте Слупецького повіту Великопольського воєводства.
Населення — 108 осіб (2011).
У 1975-1998 роках село належало до Конінського воєводства.

## Демографія
Демографічна структура станом на 31 березня 2011 року:
|          | Загалом | Допрацездатний вік | Працездатний вік | Постпрацездатний вік |
| -------- | ------- | ------------------ | ---------------- | -------------------- |
| Чоловіки | 62      | 11                 | 45               | 6                    |
| Жінки    | 46      | 7                  | 24               | 15                   |
| Разом    | 108     | 18                 | 69               | 21                   |